# 2003 K리그 자유선발
2003년도 K리그는 구단별 자유계약제로 신인선수를 선발하였으며, 신생팀으로 대구 FC와 광주 상무 불사조가 참가하였다. 
| 팀                 | 지명선수 |
| ------------------ | --- |
| 전남 드래곤즈      | 김종훈, 이정훈, 김효일, 주광윤, 강민용, 김호유, 김진규, 백지훈, 김영철, 장영진, 박지용, 문기훈                         |
| 부천 SK            | 최형준, 김동규, 이동근, 박승광, 김성철, 진경선, 박도현, 남민호, 김재호                                                 |
| 대구 FC            | 홍순학, 박병주, 윤주일, 장형관, 박성홍, 고봉현, 김진식, 김덕중, 박종진, 박재현, 구대령, 김남우, 이상일                 |
| 성남 일화 천마     | 천대환, 고범수, 도재준, 박우현, 박민영, 정한거, 강영만, 이영균                                                         |
| 수원 삼성 블루윙즈 | 곽희주, 남궁웅, 박주성, 신영록, 김주회, 정윤성, 오진광, 정선우, 유기천, 권집                                           |
| 전북 현대 모터스   | 이응제, 주호진, 조진수, 성경모, 김영삼, 이재현, 조남현, 김우주, 최상준, 주기환, 고현호, 김태진, 박재홍, 서기복         |
| 부산 아이콘스      | 노정윤, 이상철, 김수형, 한재웅, 김태엽, 고석준, 부영태, 진민호, 도화성, 송용진, 김성국, 박동성, 최영민, 안효연, 신영록 |
| 울산 현대 호랑이   | 김정우, 정경호, 최성국, 김성민, 최우석, 이진호, 송한복, 이호, 곽완섭, 이형상, 유경렬, 장상원, 김성길                   |
| 포항 스틸러스      | 황진성, 안선진, 차철호, 이세준, 오범석, 박원재, 김홍규, 안민상, 이수환, 장동원, 송동진, 임경훈, 정성룡                 |
| 안양 LG 치타스     | 정조국, 구경현, 이준영, 김태수, 박혁순, 이종회, 송진형, 고명진, 김동석, 이광희, 윤홍창, 박만춘, 김민수                 |
| 대전 시티즌        | 주승진, 이무형 |
| 광주 상무 불사조   | 남영훈, 이광재, 황상필                                                                                                 |

## 참고
1. ↑  노정윤은 J리그에서만 뛰다 부산 아이콘스로 이적하며 처음으로 K리그에 등록되었기 때문에 신인으로 분류하였다. 참고로 노정윤의 프로 데뷔는 1993년 산프레체 히로시마이므로 K리그 신인상 자격은 없다.
2. ↑  대학 졸업 후 바로 상무에 입대하고보니 상무가 프로화되어 자동으로 프로로 올라오게 되었다.